# Vault: Def Leppard Greatest Hits (1980–1995)
Vault: Def Leppard Greatest Hits (1980—1995) — друга збірка англійської групи Def Leppard, яка була випущена 23 жовтня 1995 року.

## Композиції
1. Pour Some Sugar on Me — 4:52
2. Photograph — 4:08
3. Love Bites — 5:47
4. Let's Get Rocked — 4:56
5. Two Steps Behind — 4:19
6. Animal — 4:05
7. Foolin' — 4:34
8. Rocket — 4:07
9. When Love & Hate Collide — 4:18
10. Armageddon It — 5:22
11. Have You Ever Needed Someone So Bad — 5:19
12. Rock of Ages — 4:02
13. Hysteria — 5:56
14. Miss You in a Heartbeat — 4:05
15. Bringin' On the Heartbreak — 4:32

## Учасники запису
- Джо Елліотт — вокал
- Філ Коллен — гітара
- Вівіан Кемпбелл — гітара
- Рік Севідж — бас-гітара
- Рік Аллен — ударні
- Піт Вілліс — гітара
- Стів Кларк — гітара